# 7779 Susanring
7779 Susanring eller 1993 KL är en asteroid i huvudbältet som upptäcktes 19 maj 1993 av den amerikanske astronomen Jack B. Child vid Palomar-observatoriet. Den är uppkallad efter den australiensiska astronomen Susan I. Ring.
Asteroiden har en diameter på ungefär 5 kilometer och den tillhör asteroidgruppen Phocaea.